# First Special Service Force
La First Special Service Force (chiamata anche The Devil's Brigade, The Black Devils, The Black Devils' Brigade, e Freddie's Freighters), era un reparto d'elite statunitense-canadese di commando durante la seconda guerra mondiale, sotto il comando della United States Fifth Army. L'unità venne organizzata nel 1942 ed addestrata a Fort William Henry Harrison vicino ad Helena, nello stato del Montana. Il reparto partecipò dapprima alla campagna delle isole Aleutine, poi combatté nella campagna d'Italia e nell'Operazione Dragoon nel sud della Francia, prima di venire sciolta nel dicembre 1944. Le sue tradizioni e i suoi simboli (il distintivo a punta di freccia sulla manica e le frecce incrociate sul bavero e sul berretto) sono stati ripresi negli anni '60 dalle United States Army Special Forces, note anche come Berretti Verdi, e dal Canadian Special Operations Regiment (CSOR).

## La campagna d'Italia

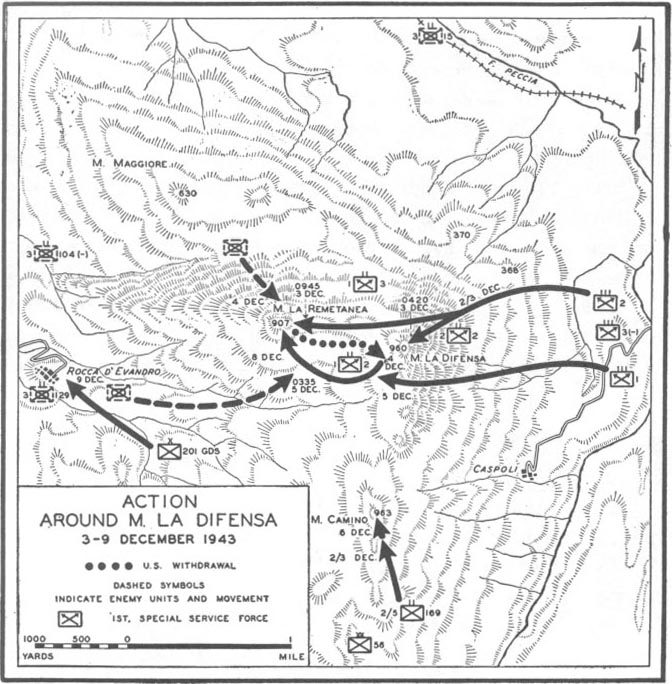
Mappa della zona dei combattimenti

L'unità venne schierata dapprima nel Basso Lazio, dove combatté nella prima battaglia di Monte Camino contro il 104. Panzer Grenadier Regiment che difendeva le posizioni del Monte La Defensa (sulla mappa Google), vicino al Monte La Remetana e tra gli abitati di Mignano Monte Lungo ad est e Rocca d'Evandro ad ovest, sulla strada per Cassino. Queste posizioni facevano parte della Linea Bernhardt, detta Winter Line dalle truppe alleate. Il reparto conquistò la cima con una scalata da un lato impervio e perciò poco difeso, dove la Terza Divisione statunitense aveva attaccato per diverse settimane senza risultati, cacciandone i tedeschi con un assalto a sorpresa con armi leggere, ma comunque durissimo per la resistenza opposta.
Spostati poi ad Anzio dopo lo sbarco, presero ad attuare feroci incursioni notturne contro le linee tedesche, dove colpivano di norma all'arma bianca con uno speciale coltello elaborato dall'unità, lasciando sui cadaveri dei cartoncini con la scritta "Das dicke Ende kommt noch" - "Il peggio deve ancora venire", a scopo intimidatorio.
Fu la prima formazione alleata ad entrare a Roma il mattino del 4 giugno 1944 occupando il centro della capitale italiana, la stazione ferroviaria Termini ed i ponti sul fiume Tevere.

## Le armi dell'unità

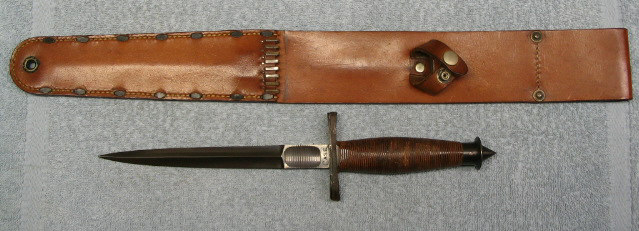
Il pugnale modello V-42 utilizzato dal reparto

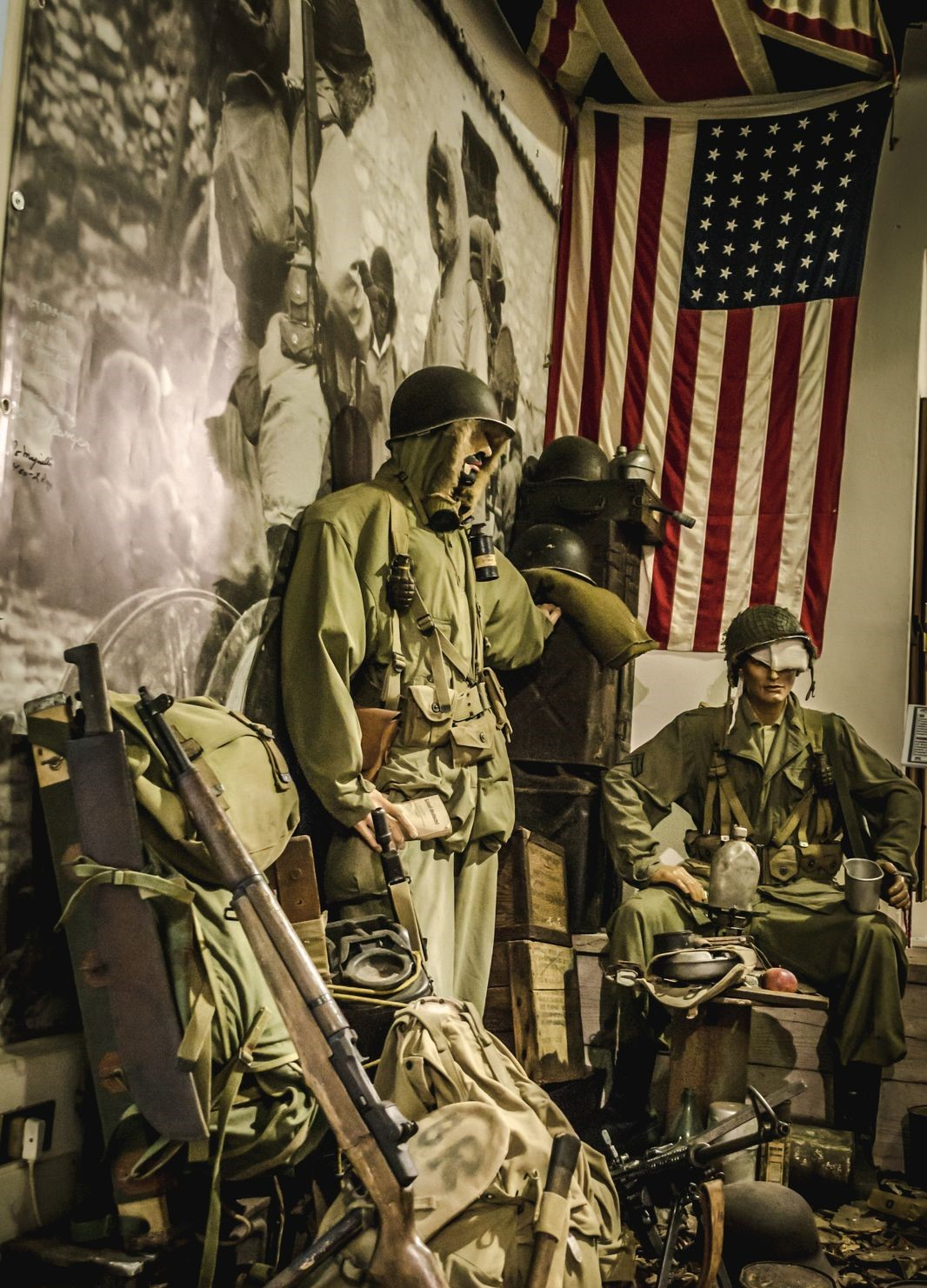
Riproduzione della First Special Service Force (Museo WinterLine, Venafro)

L'unità ebbe in dotazione, tra le altre, due armi: la mitragliatrice leggera in dotazione anche ai Marines ed uno stiletto progettato appositamente per questo reparto:
- la mitragliatrice M1941 Johnson LMG
- lo stiletto V-42

## Nella cultura di massa
Le vicende del First Special Service Force vengono romanzate nel film del 1968 La brigata del diavolo con l'attore William Holden.